# Улица Толмачёва (Павловск)
Улица Толмачёва — улица в городе Павловске (Пушкинский район Санкт-Петербурга). Проходит от Гуммолосаровской до Берёзовой улицы.
Изначально называлась Александри́нской улицей. Топоним известен с 1872 года, но его этимология неизвестна. Существовал также вариант Алекса́ндровская улица.
Примерно в 1919 году Александринскую улицу переименовали в улицу Толмачёва — в честь участника Октябрьского восстания Н. Г. Толмачёва.